# HB Reavis

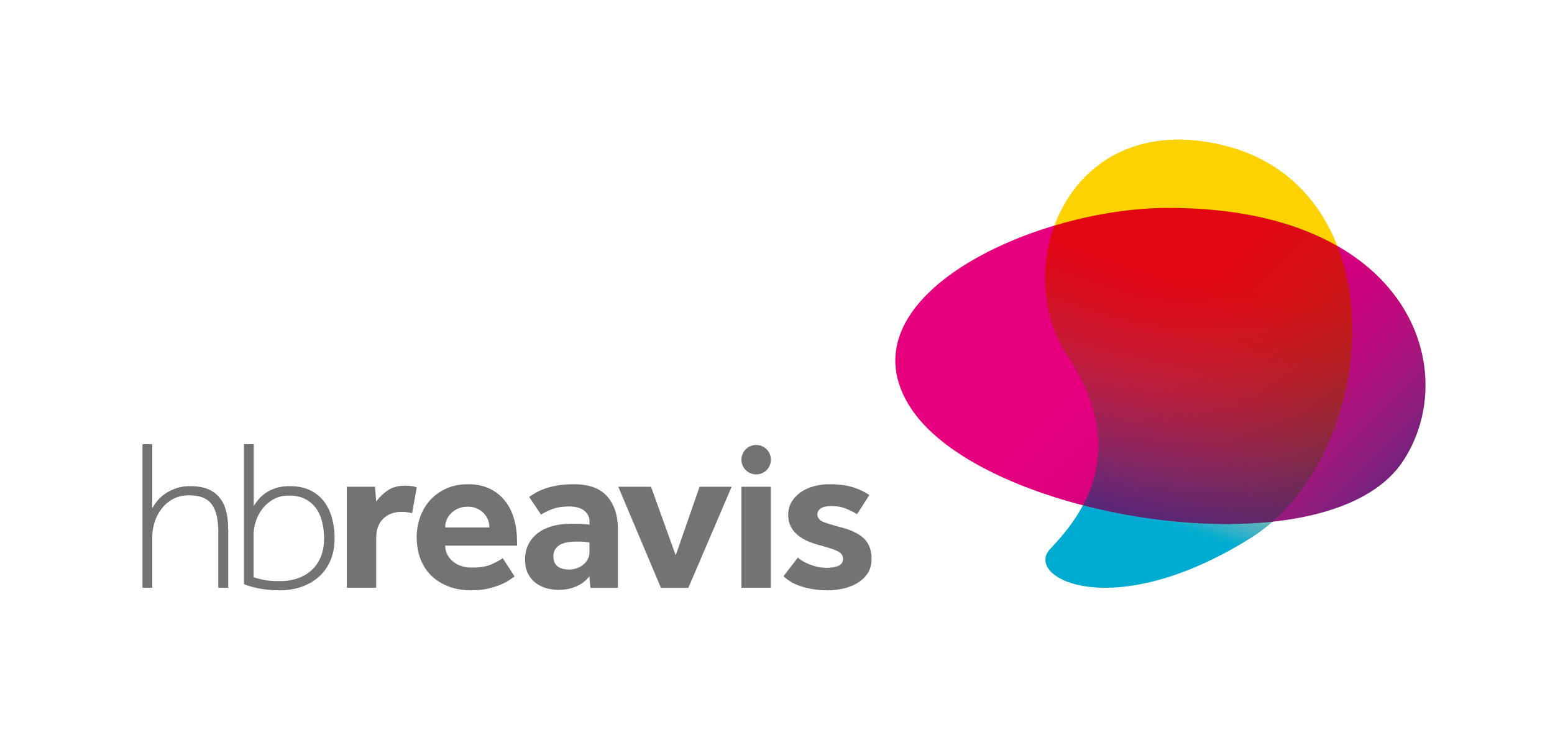
Unternehmenslogo

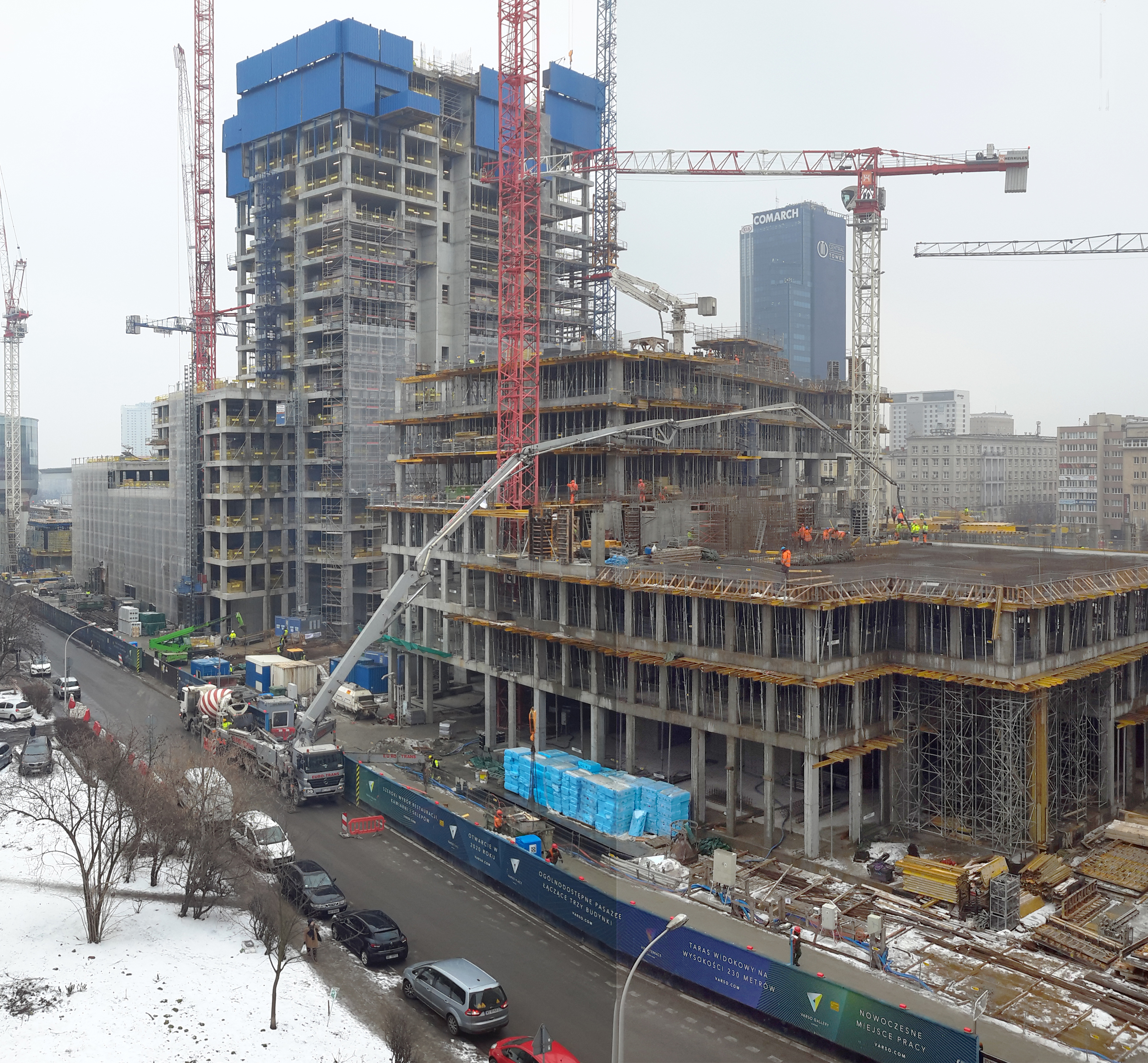
Baustelle des Warschauer Varso Towers im Februar 2019

HB Reavis ist eine Unternehmensgruppe, die in Deutschland, Tschechien, im Vereinigten Königreich, Polen, der Slowakei, Türkei und in Ungarn Immobilienprojekte entwickelt. Ursprünglich 1993 in Bratislava gegründet, befindet sich der Sitz des Unternehmens heute in Luxemburg. HB Reavis entwickelt nicht nur Projekte, sondern hält und verwaltet die Objekte auch im Immobilienportfolio. Gründer und Mehrheitsgesellschafter der Gruppe ist der Slowake und Forbes-Dollarmilliardär Ivan Chrenko, der bis zum Jahr 2013 auch die Geschäfte führte.
Zu den realisierten Projekten gehören der Twin City Tower in Bratislava, das Aupark Shopping Center in Hradec Králové, das 33 Central in London, der Agora Budapest in Budapest und die Bürogebäude Weststation I-II in Warschau.
In Deutschland entwickelt HB Reavis in Berlin an der Landsberger Allee 104 gegenüber dem Velodrom das Projekt Dstrct, das 2021 fertiggestellt sein soll. Es ist Teil des Entwicklungsgebietes Alter Schlachthof und beinhaltet eine Sanierung der ehemaligen Schweineschlachthäuser des Zentralvieh- und Schlachthofes. Im September 2019 gab HB Reavis bekannt, dass der Berliner Internetdienstleister Strato nach Fertigstellung seinen Hauptsitz in den neuen Gebäudekomplex verlegen wird. In Polen investiert HB Reavis in die Hochhausprojekte Varso Tower und Forest. 